# 山形市立第五中学校
山形市立第五中学校（やまがたしりつ だいごちゅうがっこう、Yamagata Civic 5th Junior High School）は、山形県山形市にある公立中学校。略称は「山五中」（やまごちゅう）「山形五中」、山形市内では「五中」とも呼ばれている。

## 概要
国分寺薬師堂の近くにある（所在地薬師町 (山形市)）。学区が馬見ヶ崎川に沿ってある。山形三小、山形四小、山形七小（一部）、山形九小学区が主な学区となる。学区内には山形市役所、文翔館、山形メディアタワーなどが所在する。
生徒在籍数は、2025年度現在450名程度で、教師は約40名程度。

## 沿革
- 1951年（昭和26年）4月1日 - 開校[2]
- 1952年（昭和27年）10月 - 第7回国民体育大会のボクシング競技の会場となる。同月20日には昭和天皇と香淳皇后が行幸啓[3]。

## 所在地
- 〒990-0053
山形市薬師町一丁目14番10号